# Церква Покрови Пресвятої Богородиці (Митниця)
Церква Покрови Пресвятої Богородиці — чинна дерев'яна церква, пам'ятка архітектури національного значення (охоронний номер 1527), у селі Митниця Радивилівського району на Рівненщині. Парафія належить до Радивилівського районного благочиння Рівненської єпархії Православної Церкви України. 

## Історія
Дерев'яна церква Покрови Пресвятої Богородиці була споруджена в XVIII ст.. У другій третині XIX століття були проведені повномасштабні перебудови церкви. 
Під час польської окупації церква належала до Польської православної церкви. 
За радянської окупації церква була чинною та перебувала у віданні РПЦ.
Після пожежі була проведена відбудова церкви у 1990 році за збереженими кресленнями, максимально наближаючи до тієї, яку звели близько трьох століть тому.

## Архітектура

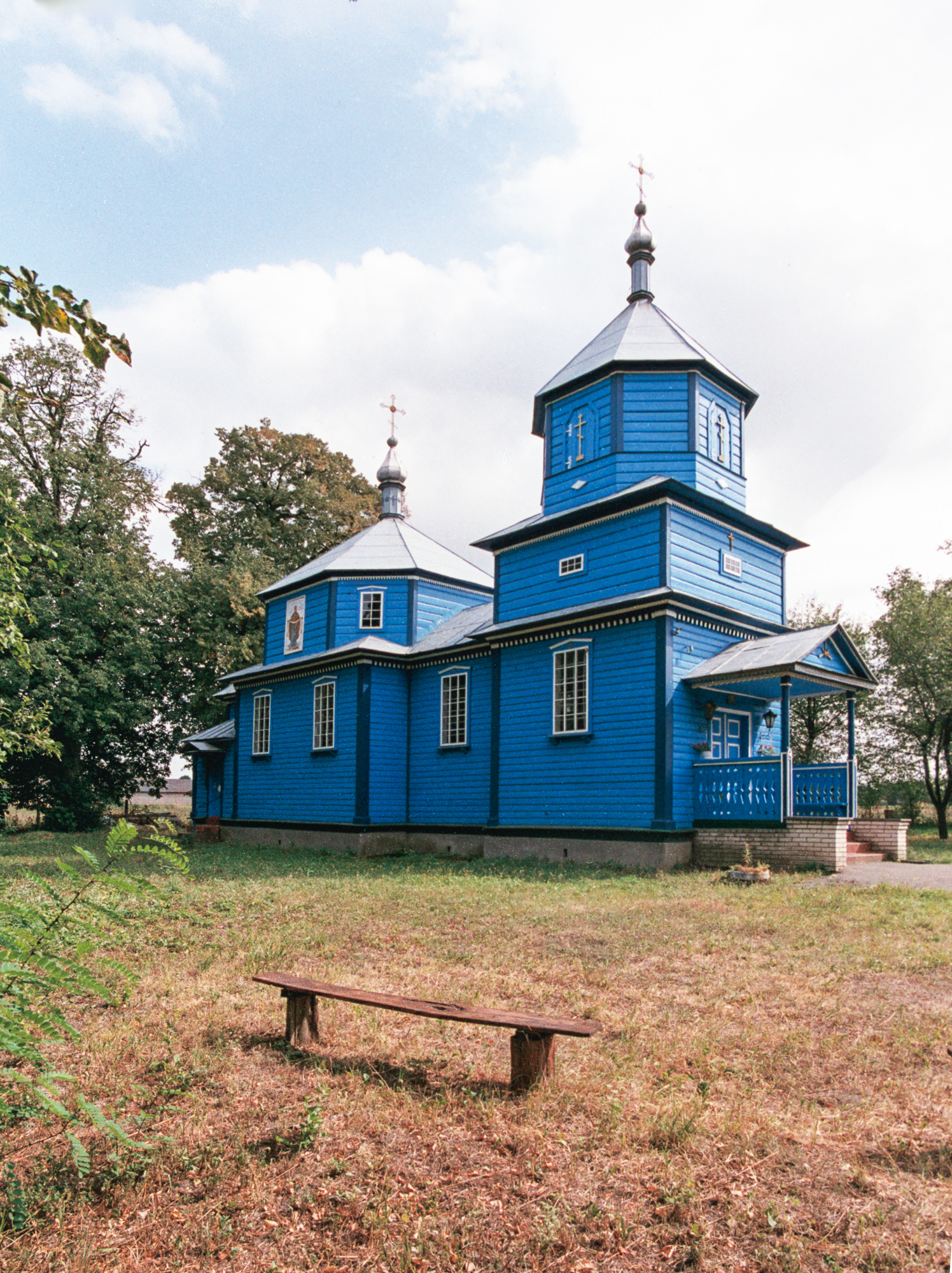

Церква тризрубна одноверха, у стилі волинської школи народної архітектури. Одноверха будова з рівновисокими зрубами має прямокутні наву та бабинець. Світловий восьмерик вінчає шатровий звід нави, зашитий зверху плафоном. 
Під час проведення першої перебудови церкви до її західного фасаду була прибудована шатрова триярусна дзвіниця (восьмерик на двох четвериках). Різновисокий перший ярус дзвіниці має три зруби, що візуально посилює горизонтальну композицю, вміло підкреслений розвинутим профільованим карнизом. 
Трикутні сандрики над вікнами, що підкреслюють стриманість конструкції пілястр, периметральний різьблений фриз, баня та декор, як декоративні елементи прикрашають зовнішній вигляд церкви Покрова Пресвятої Богородиці. 
Приділ освячений на честь свята Покрова Пресвятої Богородиці. Іконостас церкви виконаний Почаївськими майстрами. 
Розміри церкви: довжина — 18 м, ширина — 7 м, висота — 14 м, вміщає до 130 парафіян. 
Церква Покрови Пресвятої Богородиці перебуває в гарному стані. 

## Відомі парохи церкви
- свщ. Логвін Гримадович (? — 1944);
- свщ. Феодор Зозулевич  (1944 — 1946);
- свщ. Дмитро Додович (1946 — 1978);
- свщ. Орест Мелешко (1993 — 2004);
- свщ. Володимир Коваль (2004 — 2008);
- протоієрей Григорій Заяць (з 2008)[3]